# 平婆話
平婆話，是客家語的一種方言，主要分佈在香港新界元朗南部的一些村落和廣東省惠東縣的部分地區。“平婆”實際上是變化自“平和”，即說平婆話的客家人是從福建省平和縣遷到上述地區的。

## 分佈

### 香港新界
平婆話也是少數香港客家人使用的語言，主要分佈在元朗區水蕉村一帶。和主流的香港客家語有差別，居民於十九世紀中期從閩西遷徙到當地。

### 廣東省

##### 分布於惠東縣、陸河縣、揭西縣、普寧市
惠東縣的稔山半島的一些村落有平婆話的分佈，使用人口約2千人。如鐵涌鎮石橋和大川管理區的鐘屋、樓仔下、高湖、卓五嶺就有上千居民說平婆話。他們的祖先於清末民初從揭西河婆一帶遷了到惠東。語音特點和揭西縣、陸河縣、普寧市南陽山區內被稱為“漳州話”的客家語一致，兩者都是從福建省漳州客語區遷入。
平婆話和惠東的粵台片客家語的主要區別是：
1. 效攝一等豪韻字如“到桃告早”等等讀[o]不讀[au]。
2. 臻攝一等的“跟根懇很”讀[in]，合口三等的“群均軍裙”讀[un]。
3. 部分照組合口三等字如“水薯鼠睡稅船唇樹”等等讀唇齒音[f]。
4. 喻三的“雨”讀[vu]。

## 注脚
1. ↑  . 香港本土語言保育協會.   [2015-02-27]. （原始内容存档于2011-04-14） （中文）.
2. ↑  潘家懿. . 廣州: 惠州大學學報（社會科學版）. 2000  [2015-02-27]. （原始内容存档于2015-02-27） （中文）.